# 帕奈马拉图帕蒂
帕奈马拉图帕蒂（Panaimarathupatti），是印度泰米尔纳德邦Salem县的一个城镇。总人口8051（2001年）。

## 人口
该地2001年总人口8051人，其中男性4117人，女性3934人；0—6岁人口1047人，其中男609人，女438人；识字率60.46%，其中男性为68.11%，女性为52.47%。